# Michael Kopf (Fußballtrainer)
Michael Kopf (* 10. Oktober 1957) ist ein österreichischer Fußballtrainer.

## Karriere

### Als Spieler
Kopf spielte als Aktiver für den SCR Altach, den SC Austria Lustenau und in der Schweiz für den FC Widnau.

### Als Trainer
Kopf trainierte zunächst einen Klub aus Feldkirch und später auch den Schweizer Verein FC Mels. Danach arbeitete er auch für den LFV und den Grasshopper Club Zürich.
Im Sommer 2012 wurde er Trainer in der AKA Tirol, in der er bis 2013 trainierte. Im Juni 2014 wurde er Trainer des Schweizer Fünftligisten Chur 97. Im Oktober 2014 wurde Kopf von Chur freigestellt.
Im August 2015 kehrte er nach Österreich zurück, wo er das Traineramt beim fünftklassigen SV Reutte übernahm. In der Winterpause der Saison 2015/16 wechselte er aber in die Schweiz, wo er Trainer des FC Wängi wurde. Den Klub betreute er bis zum Abstieg in die 3. Liga zu Saisonende. Danach wurde er Jugendtrainer beim FC Rapperswil-Jona.
Zur Saison 2017/18 kehrte er abermals nach Österreich zurück, wo er die Amateure des SC Austria Lustenau trainierte. Im November 2017 wurde er Teil des Cheftrainerteams um Gernot Plassnegger, da er die für die zweithöchste Spielklasse erforderliche Trainerlizenz besitzt. Kopf erhielt einen unbefristeten Vertrag. Im Februar 2018 verließ er Lustenau und wurde Talent-Manager beim Schweizer Erstligisten FC St. Gallen.
Ab Sommer 2020 war Kopf wieder zurück in Österreich wurde sportlicher Leiter des Nachwuchses des SC Austria Lustenau und Trainer der zweiten Mannschaft dessen. Im Mai 2021 wurde er, diesmal interimsmäßig, ein zweites Mal Cheftrainer des Zweitligisten. Diese Position hatten die zwei bis Saisonende inne, ehe sie von Markus Mader abgelöst wurden.